# Sant'Eusebio all'Esquilino
Sant'Eusebio all'Esquilino, även benämnd Sant'Eusebio, är en kyrkobyggnad och titelkyrka på Esquilinen i Rom, helgad åt den helige martyren Eusebius av Rom. Kyrkan är belägen vid Piazza Vittorio Emanuele II i Rione Esquilino och tillhör församlingen Sant'Eusebio all'Esquilino. Den nuvarande kardinalprästen är sedan år 2007 Daniel DiNardo.

## Beskrivning
Kyrkan grundades på 400-talet. Påve Gregorius IX lät restaurera kyrkan och konsekrerade den ånyo år 1238. I början av 1700-talet företogs en genomgripande restaurering; arkitekten Carlo Stefano Fontana ritade en ny fasad.
Högaltaret har en Mariabilden Consolatrice degli afflitti, utförd av Pompeo Batoni. Takfresken Den helige Eusebius förhärligande är ett verk av Anton Raphael Mengs.

## Bilder
| - Sant'Eusebio. Etsning av Girolamo Francino från år 1588. - Consolatrice degli afflitti. - Takfresken Den helige Eusebius förhärligande. - Staty föreställande den helige Antonius med en gris. |